# Farma wiatrowa Paldiski
Farma wiatrowa Paldiski – estońska farma wiatrowa zlokalizowana na Półwyspie Pakri w pobliżu miasta Paldiski.

## Historia
Farma składa się z osiemnastu turbin wiatrowych o mocy 2,5 MW, a łączna jej wynosi 45 MW. Dziewięć turbin wiatrowych należy do Eesti Energia, a dziewięć do Nelja Energia.  Wszystkie turbiny wiatrowe zajmują powierzchnię około 125 hektarów. Półwysep Pakri ma dobre warunki wietrzne.
Producentem zainstalowanych turbin wiatrowych jest GE Wind Energy GmbH, spółka dużej amerykańskiej grupy GE mająca siedzibę w Niemczech. Estońskie firmy podpisały z producentem 10 letnią umowę serwisową. Farma rozpoczęła działalność w sierpniu 2013 roku. Koszt budowy farmy wyniósł 62 mln euro.